# Dermot Walsh
Dermot Walsh (Dublin, 10 september 1924 – Tunbridge Wells, 26 juni 2002) was een Iers acteur.

## Levensloop en carrière
Dermot Walsh werd geboren in 1924 in Ierland. In 1945 verhuisde hij naar Engeland. Hier speelde hij in 1946 een kleine rol in de film Bedelia. Zijn bekendste rol was een televisierol als Richard Leeuwenhart. Hij speelde ook in enkele thrillers zoals Ghost Ship en The Breaking Point.
Walsh was van 1949 tot 1963 gehuwd met actrice Hazel Court. Tussen 1968 en 1974 was hij gehuwd met Diane Scougall en van 1974 tot 1993 met Elizabeth Annaer. Zijn jongste dochter, Elisabeth Dermot Walsh (1974) is eveneens actrice.
- Library of Congress Control Number: no2009020073
- Virtual International Authority File: 78941618
- WorldCat: E39PBJrCcVdBkMmf9vdQPBwKVC